# Brad Will
William Bradley Roland (de acuerdo con Reporteros Sin Fronteras: Bradley Roland Wheyler), conocido como Brad Will, fue un reportero, camarógrafo, documentalista independiente y militante anarquista, voluntario de Indymedia en Nueva York, Bolivia y Brasil. Fue asesinado durante el conflicto en la ciudad de Oaxaca, México por hombres armados el 27 de octubre de 2006.

## Conflicto
Brad viajó a Oaxaca a principios de octubre para documentar los hechos en Oaxaca. Al respecto el portal “The Narco News” pública las conversaciones que Brad tenía con uno de sus reporteros:
“Era mi amigo y colega desde 1996, cuando trabajamos juntos en la emisora 88.7 FM Steal This Radio (Roba esta radio) en el Lower East Side de Nueva York. Me encontré con él otra vez en Bolivia en 2004, durante una recepción pública de la Escuela de Periodismo Auténtico de Narco News, y nuevamente en la península de Yucatán el pasado enero, donde llegó para informar sobre los inicios de La Otra Campaña Zapatista. Brad murió para dar a conocer la auténtica historia al mundo."
“Fue en Oaxaca a principios de octubre sabiendo, asumiendo y compartiendo los riesgos que implicaba informar sobre esta historia. Su último artículo, publicado el 17 de octubre (en inglés) y titulado “Muerte en Oaxaca”, reportó el asesinato de Alejandro García Hernández en las barricadas instaladas por la Asamblea Popular de los Pueblos de Oaxaca (APPO).”
Bradley Will falleció con su cámara de video en las manos luego de recibir un balazo en un costado y otro en la boca del estómago, cuando policías ministeriales y preventivos respaldados por presuntos militantes del PRI atacaron a balazos una de las barricadas de la APPO (Asamblea Popular de los Pueblos de Oaxaca) instaladas en la colonia Calicanto, cercana al municipio de Santa Lucía del Camino. El 28 de octubre de 2006 fueron consignados ante el Ministerio Público cuatro funcionarios y Pedro Carmona, un expresidente vecinal del municipio de Santa Lucía del Camino, por su presunta participación en el homicidio del reportero. Medios locales señalaron que Pedro Carmona fue quien disparó en contra de Brad Will.
A pesar de las primeras versiones sobre el asesino de Will, fue el 23 de mayo de 2012 cuando la Procuraduría General de Justicia del Estado de Oaxaca junto con elementos policiales de la Agencia Estatal de Investigación detuvieron a Lenin Ovidio Osorio Ortega acusado de ser el autor material del asesinato. Osorio Ortega al momento de la detención contaba ya con antecedentes penales y según la propia investigación ya había sido detenido por portación ilegal de arma de fuego.